# Groupe H de la Coupe du monde de football 1998
Navigation
- A
- B
- C
- D
- E
- F
- G
- H

- 1/8e f.
- 1/4 f.
- 1/2 f.
- Finale

Le groupe H de la Coupe du monde 1998, qui se dispute en France du 10 juin au 12 juillet 1998, comprend quatre équipes dont les deux premières se qualifient pour les huitièmes de finale de la compétition.
Le premier de ce groupe affronte le deuxième du groupe G et le deuxième de ce groupe affronte le premier du groupe G.

## Classement
|   | Équipe    | Pts | J | G | N | P | Bp | Bc | Diff |
| 1 | Argentine | 9   | 3 | 3 | 0 | 0 | 7  | 0  | +7   |
| 2 | Croatie   | 6   | 3 | 2 | 0 | 1 | 4  | 2  | +2   |
| 3 | Jamaïque  | 3   | 3 | 1 | 0 | 2 | 3  | 9  | -6   |
| 4 | Japon     | 0   | 3 | 0 | 0 | 3 | 1  | 4  | -3   |

| 11 | 14 juin 1998 | Argentine | 1 - 0 | Japon    |
| 13 | 14 juin 1998 | Jamaïque  | 1 - 3 | Croatie  |
| 25 | 20 juin 1998 | Japon     | 0 - 1 | Croatie  |
| 29 | 21 juin 1998 | Argentine | 5 - 0 | Jamaïque |
| 45 | 26 juin 1998 | Japon     | 1 - 2 | Jamaïque |
| 46 | 26 juin 1998 | Argentine | 1 - 0 | Croatie  |

## 1rejournée

### Argentine - Japon
| 14 juin 1998                        | Argentine     | 1 - 0   | Japon | Stade municipal, Toulouse                           |                                                     |
| 14 h 30 · Historique des rencontres | Batistuta 28e | (1 - 0) |       | Spectateurs : 33 500 Arbitrage : Mario van der Ende | Spectateurs : 33 500 Arbitrage : Mario van der Ende |
| 14 h 30 · Historique des rencontres | Rapport       |         |       | Spectateurs : 33 500 Arbitrage : Mario van der Ende | Spectateurs : 33 500 Arbitrage : Mario van der Ende |

### Jamaïque - Croatie
| 14 juin 1998                       | Jamaïque  | 1 - 3   | Croatie i                               | Stade Bollaert-Delelis, Lens                        |                                                     |
| 21 h 0 · Historique des rencontres | Earle 45e | (1 - 1) | 27e Stanić · 53e Prosinečki · 69e Šuker | Spectateurs : 38 100 Arbitrage : Vítor Melo Pereira | Spectateurs : 38 100 Arbitrage : Vítor Melo Pereira |
| 21 h 0 · Historique des rencontres | Rapport   |         |                                         | Spectateurs : 38 100 Arbitrage : Vítor Melo Pereira | Spectateurs : 38 100 Arbitrage : Vítor Melo Pereira |

## 2ejournée

### Japon - Croatie
| 20 juin 1998                        | Japon   | 0 - 1   | Croatie   | Stade de la Beaujoire, Nantes                   |                                                 |
| 14 h 30 · Historique des rencontres |         | (0 - 0) | 77e Šuker | Spectateurs : 35 500 Arbitrage : Ramesh Ramdhan | Spectateurs : 35 500 Arbitrage : Ramesh Ramdhan |
| 14 h 30 · Historique des rencontres | Rapport |         |           | Spectateurs : 35 500 Arbitrage : Ramesh Ramdhan | Spectateurs : 35 500 Arbitrage : Ramesh Ramdhan |

### Argentine - Jamaïque
| 21 juin 1998                        | Argentine                                     | 5 - 0   | Jamaïque | Parc des Princes, Paris                        |                                                |
| 17 h 30 · Historique des rencontres | Ortega 31e 55e · Batistuta 73e 78e 83e (pen.) | (1 - 0) |          | Spectateurs : 45 500 Arbitrage : Rune Pedersen | Spectateurs : 45 500 Arbitrage : Rune Pedersen |
| 17 h 30 · Historique des rencontres | Rapport                                       |         |          | Spectateurs : 45 500 Arbitrage : Rune Pedersen | Spectateurs : 45 500 Arbitrage : Rune Pedersen |

## 3ejournée

### Japon - Jamaïque
| 26 juin 1998                       | Japon        | 1 - 2   | Jamaïque         | Stade de Gerland, Lyon                        |                                               |
| 16 h 0 · Historique des rencontres | Nakayama 74e | (0 - 1) | 39e 54e Whitmore | Spectateurs : 39 100 Arbitrage : Günter Benkö | Spectateurs : 39 100 Arbitrage : Günter Benkö |
| 16 h 0 · Historique des rencontres | Rapport      |         |                  | Spectateurs : 39 100 Arbitrage : Günter Benkö | Spectateurs : 39 100 Arbitrage : Günter Benkö |

### Argentine - Croatie
| 26 juin 1998                       | Argentine  | 1 - 0   | Croatie | Stade de Bordeaux, Bordeaux                   |                                               |
| 16 h 0 · Historique des rencontres | Pineda 36e | (1 - 0) |         | Spectateurs : 31 800 Arbitrage : Saïd Belqola | Spectateurs : 31 800 Arbitrage : Saïd Belqola |
| 16 h 0 · Historique des rencontres | Rapport    |         |         | Spectateurs : 31 800 Arbitrage : Saïd Belqola | Spectateurs : 31 800 Arbitrage : Saïd Belqola |

## Buteurs
| Rang  | Joueur            | Buts |
| ----- | ----------------- | ---- |
| 1     | Gabriel Batistuta | 4    |
| 2     | Ariel Ortega      | 2    |
| 2     | Davor Šuker       | 2    |
| 2     | Theodore Whitmore | 2    |
| 5     | Mauricio Pineda   | 1    |
| 5     | Robert Prosinečki | 1    |
| 5     | Mario Stanić      | 1    |
| 5     | Robbie Earle      | 1    |
| 5     | Masashi Nakayama  | 1    |
| TOTAL | TOTAL             | 15   |